# Akbar Dāvūd-e Qeshlāqī
Akbar Dāvūd-e Qeshlāqī (persiska: اَكبَر داوود, اكبر داود قشلاقی, Akbar Dāvūd, Dāvūd Qeshlāqī, داوود قِشلاقی) är en ort i Iran.   Den ligger i provinsen Ardabil, i den nordvästra delen av landet, 500 km nordväst om huvudstaden Teheran. Akbar Dāvūd-e Qeshlāqī ligger 328 meter över havet och antalet invånare är 383.
Terrängen runt Akbar Dāvūd-e Qeshlāqī är huvudsakligen kuperad, men åt sydväst är den platt. Akbar Dāvūd-e Qeshlāqī ligger nere i en dal. Runt Akbar Dāvūd-e Qeshlāqī är det ganska tätbefolkat, med 58 invånare per kvadratkilometer. Närmaste större samhälle är Germī, 19,4 km söder om Akbar Dāvūd-e Qeshlāqī. Trakten runt Akbar Dāvūd-e Qeshlāqī består till största delen av jordbruksmark.